# Félicien Mwanama Galumbulula
Félicien Mwanama Galumbulula (Tshibala, 26 oktober 1960) is een Congolees rooms-katholiek geestelijke en bisschop.
Hij werd in 1987 tot priester gewijd. Hij werd in 2014 benoemd tot bisschop van Luiza als opvolger van Léonard Kasanda Lumembu, C.I.C.M. en werd zo de eerste bisschop van Luiza die niet behoorde tot de Congregatie van het Onbevlekt Hart van Maria (Paters van Scheut).